# Trojan (miasto)

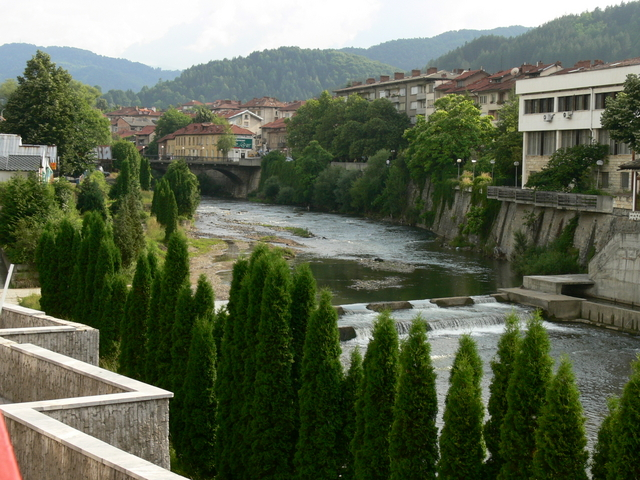
Śródmieście

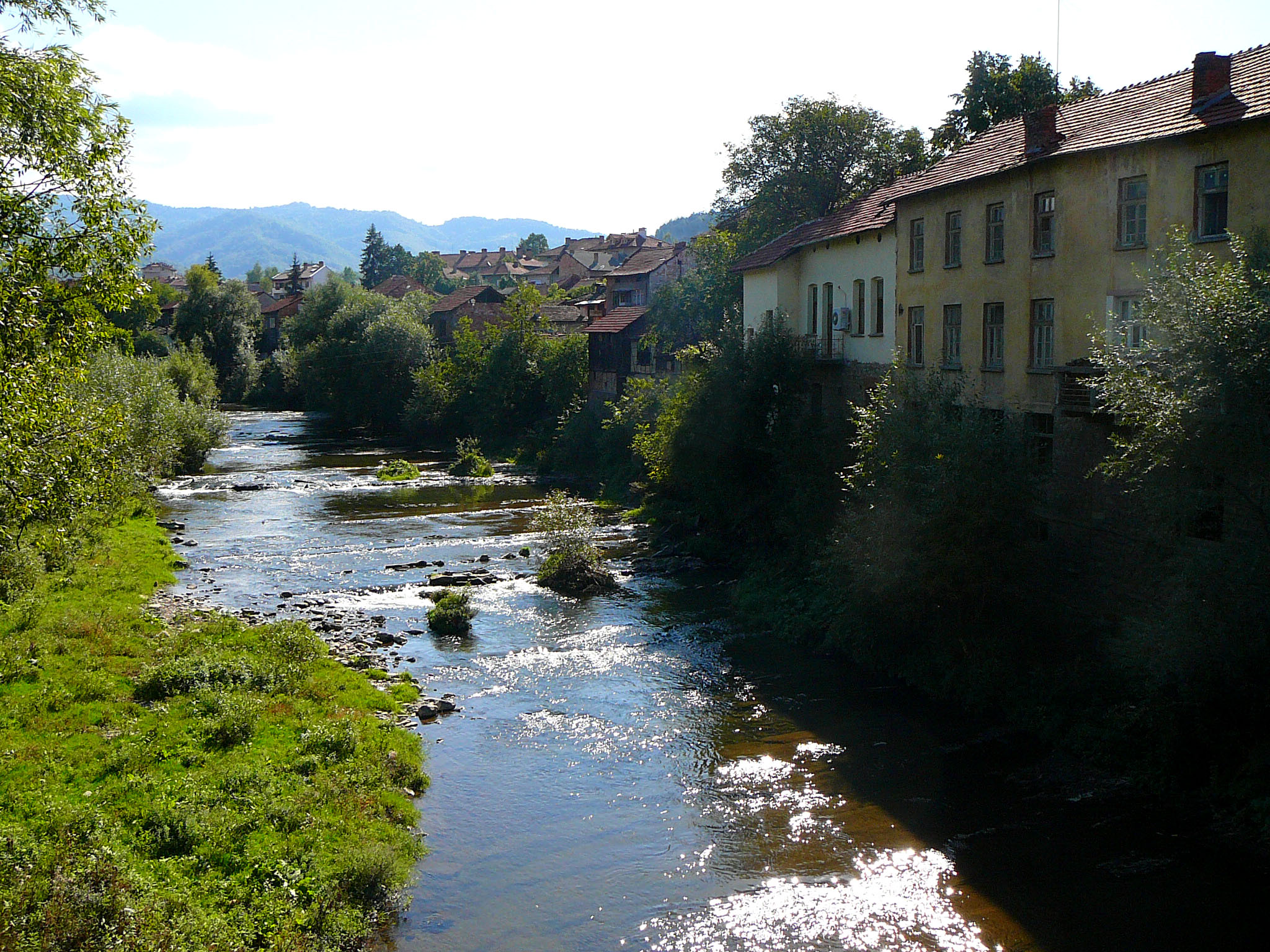
Zabudowania nad rzeką

Trojan (bułg. Троян) – miasto w środkowej Bułgarii, w obwodzie Łowecz, nad Białym Osymem (dorzecze Dunaju), na przedgórzu Bałkanów. Około 30 tys. mieszkańców.
W odległości 10 km od miasta znajduje się Monaster Trojański.